# Тостер

Современный тостер

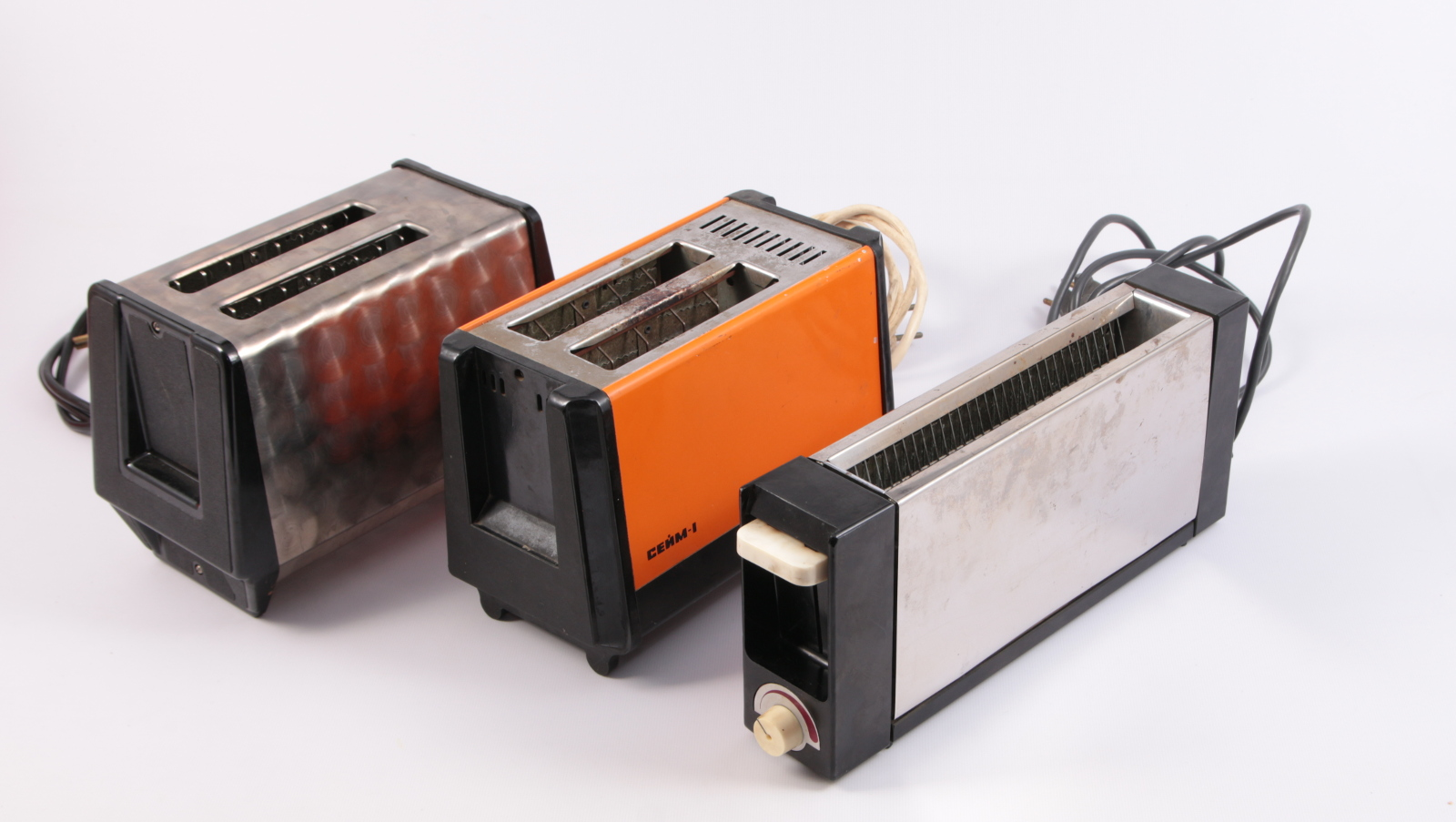
Тостеры производства СССР. Слева — minutele, Вилюнюсский завод электросварочного оборудования В центре — Сейм-1, Курское производственное объединение «Электроаппарат» Справа — ЭТЦ 0,8/220, Производственное объединение им. В. И. Ленина г. Бельцы.

То́стер (англ. toaster) — устройство с питанием от электросети, предназначенное для быстрого поджаривания плоских кусков хлеба (тостов).

## Устройство
В зависимости от определённой модели, тостер может быть рассчитан на поджаривание 2 или 4 кусочков хлеба (так называемых «то́стов»). У всех тостеров имеются нагревательные элементы и регулируемый термостат, с помощью которого есть возможность выбрать необходимый режим для приготовления более или менее поджаренных тостов и скорость приготовления. Термостат рассчитан на 6-11 позиций регулировки температуры. В некоторые тостеры ставят плавную регулировку температуры. Современный тостер имеет электронное управление, которое производит контроль времени поджаривания ломтей хлеба в зависимости от выбранной пользователем температуры.

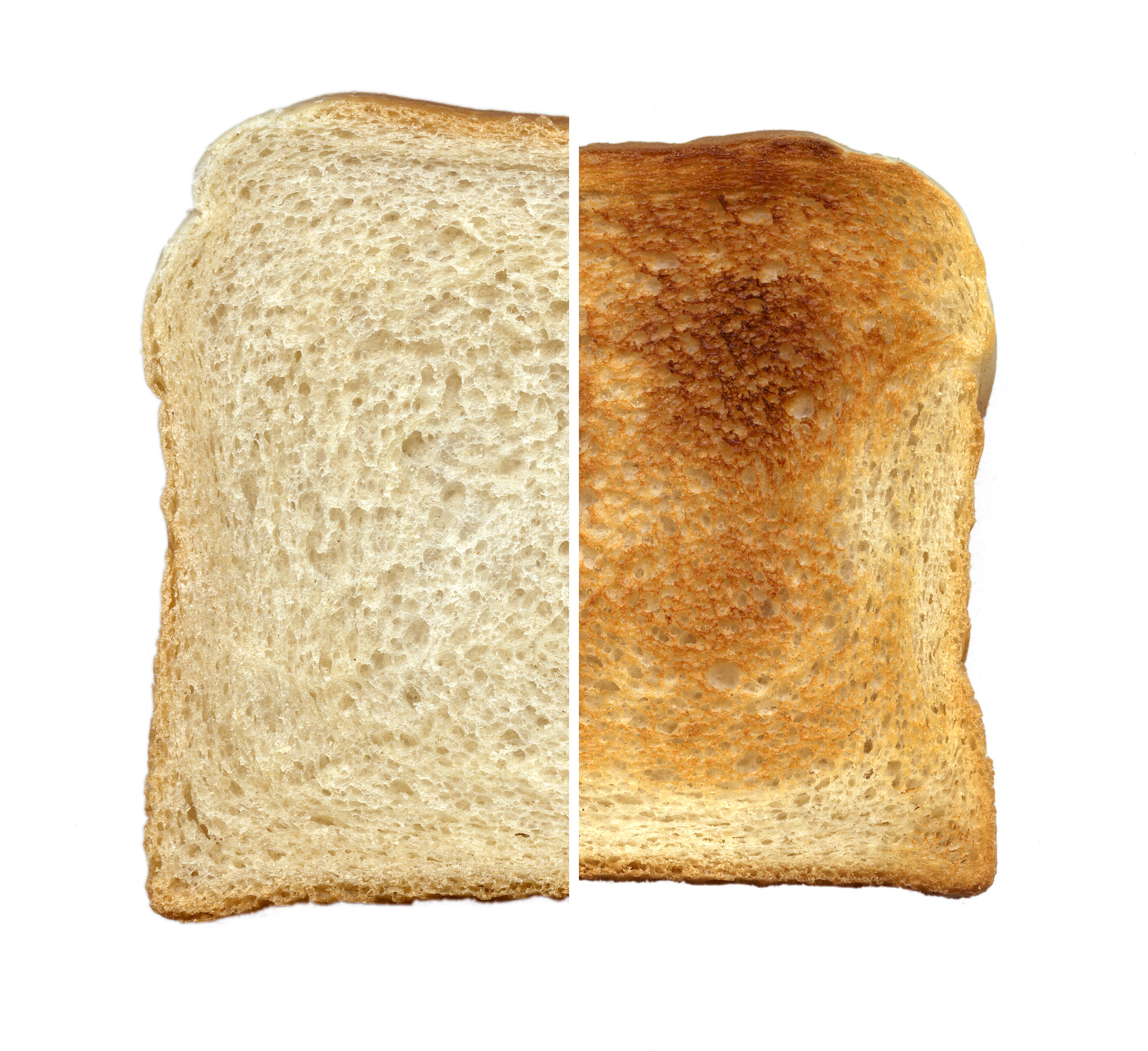
Тосты

## Характеристика
- Мощность, Вт — количество потребляемой энергии.
- Количество отделений — у тостеров может быть 1, 2 или 4 отделения для тостов.
- Количество тостов — наибольшее количество ломтей хлеба, которое может вместить тостер за один раз.
- Электронное управление — в зависимости от необходимой температуры электроника определяет время и степень обжаривания ломтей хлеба. По окончании этого времени тостер автоматически выключается и подаётся предупреждающий сигнал.
- Регулируемый термостат — позволяет выбирать и поддерживать тот температурный режим, который является необходимым для приготовления более или менее поджаренных тостов.

### Тостеры с верхней загрузкой

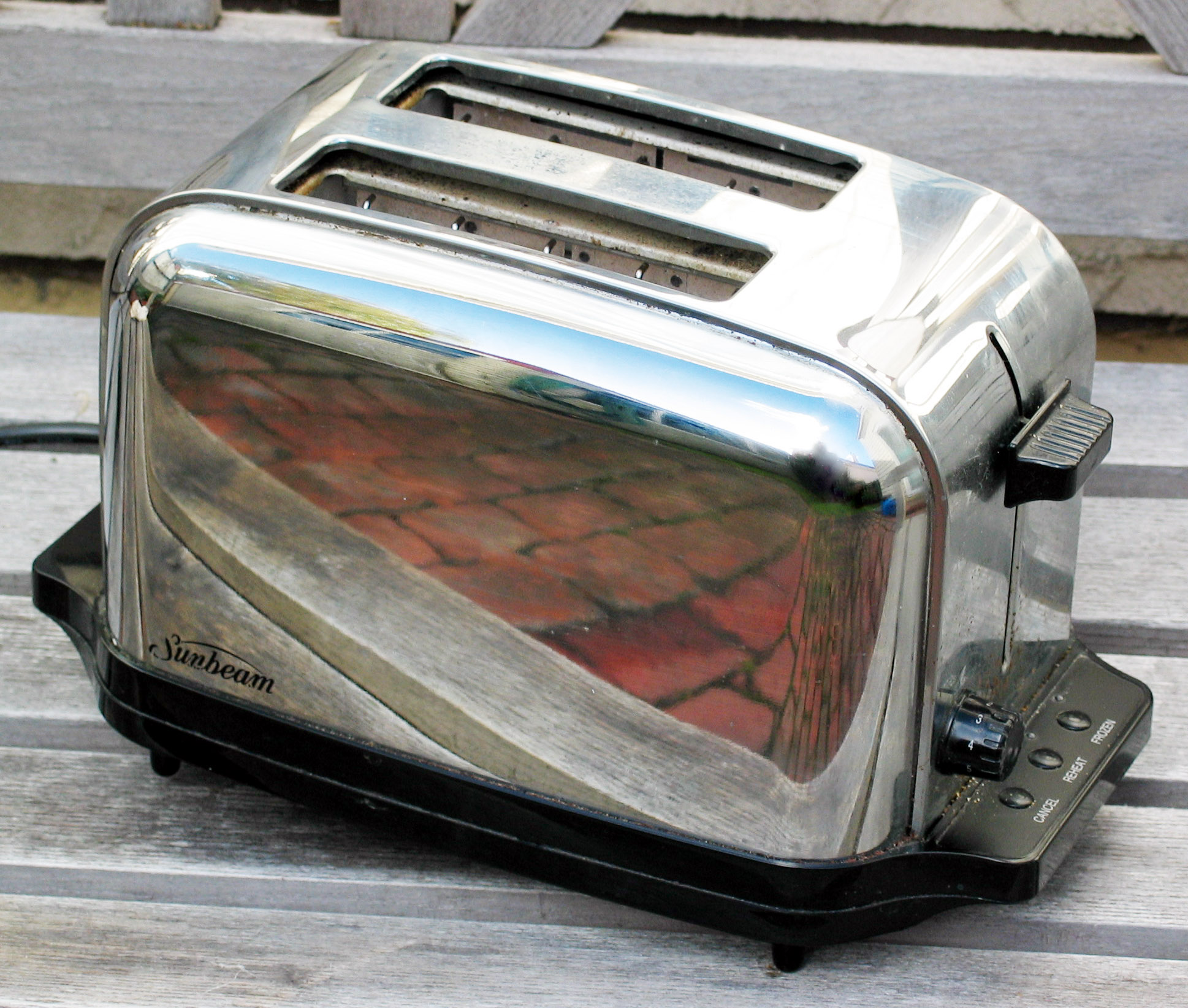
Классический хромированный электротостер с двумя отсеками загрузки

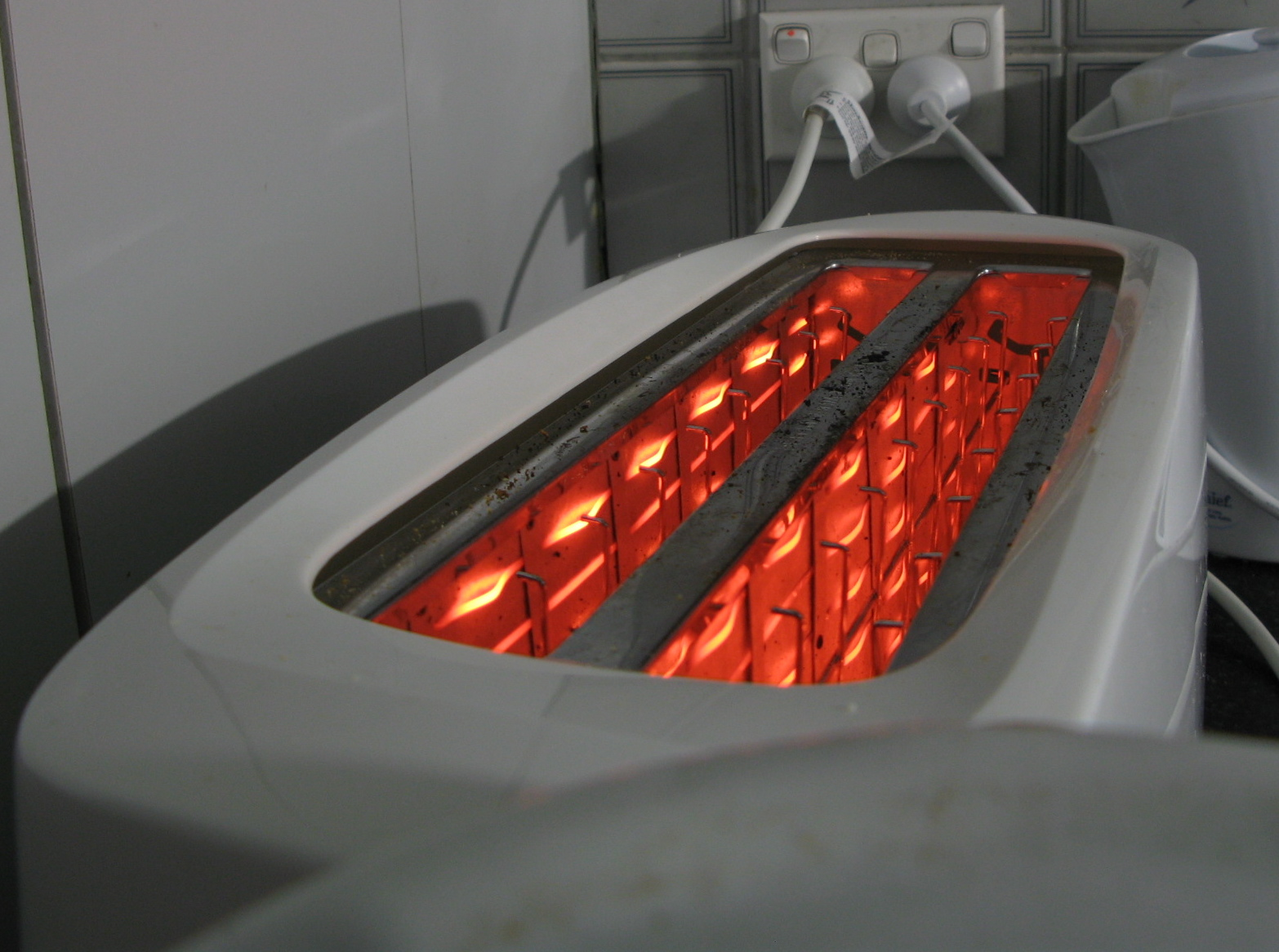
Свечение нагревательных элементов современного тостера с двумя отсеками загрузки.

Тостеры с верхней загрузкой и выбросом тостов (pop-up toasters) обычно имеют два отсека сверху для загрузки ломтиков хлеба. Когда в отсеки тостера загружен хлеб, рычагом сбоку тостера опускается лоток с хлебом вниз, и тостер начинает работу. Когда заданный цикл приготовления тостов закончен, тостер отключается и лоток с хлебом выталкивает тосты вверх, иногда чересчур энергично. Нагревательные элементы в таких тостерах обычно ориентированы вертикально, параллельно ломтикам хлеба.
В первых моделях тостеров время приготовления задавалось таймером, что приводило к неравномерной обжарке тостов — первый тост был недожаренным, так как таймер не учитывал, что тостер ещё не прогрет, когда второй тост начинал приготовление в уже теплом тостере. Начиная с 1930-х контроль времени приготовления переложили на терморегулятор, (обычно биметаллическая пластинка рядом с тостом), который контролировал степень приготовления и как только температура достигала заданную — отключал тостер.
Среди тостеров с верхней загрузкой модели с двумя отсеками более востребованы, чем модели с четырьмя отсеками. Внешний вид таких тостеров простирается от классических округлых хромированных форм до пластиковых тостеров необычных форм. Реклама и цена тостера не является показателем или гарантией качества приготовления тостов. Типичный современный тостер с верхней загрузкой на два отсека имеет мощность от 600 до 1200 Ватт.
В 2012 в США типовая цена среднего тостера была 15 $.

### Тостерные печи

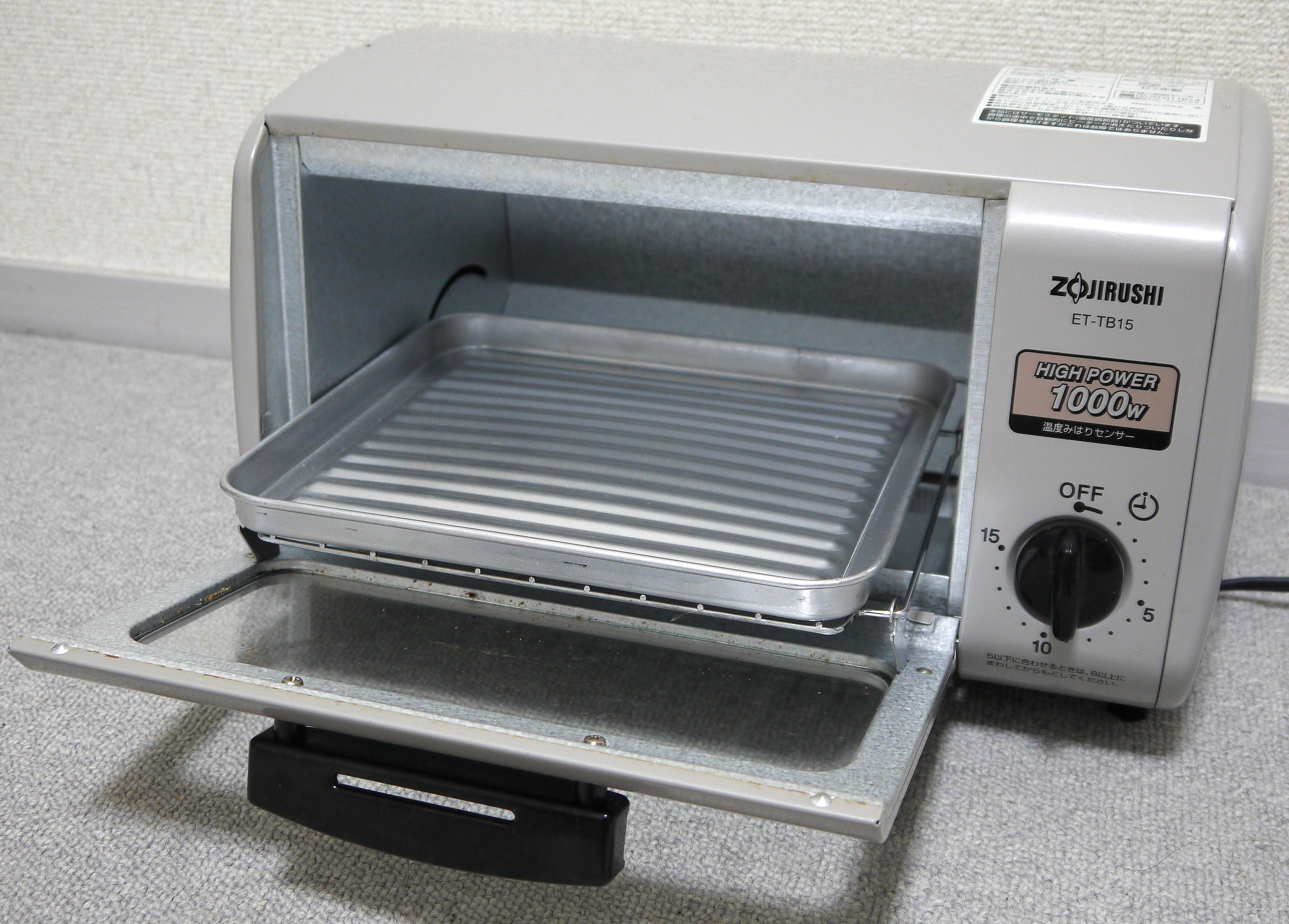
Тостерная печь (Япония)

Тостерная печь — это небольшая электропечь с дверцей, вынимаемым поддоном для укладки тостов. Тосты укладываются в держатель горизонтально. Когда приготовление тостов завершено, печь отключается. Дверца, как правило, должна быть открыта вручную. Тостерные печи крупнее тостеров с верхней загрузкой, но могут выполнять все те же функции, что и обычные электропечи, с поправкой на небольшой размер. Тостерные печи позволяют приготовить тосты с начинкой на тосте, например с сыром или чесноком. Так как нагревательный элемент в печи расположен дальше от тоста, это увеличивает время приготовления (4-6 минут против 2-3 у тостеров с верхней загрузкой) и подсушивает хлеб сильнее. Так как тост лежит на решетке, она оставляет непрожареный след с одной из сторон. Результаты потребительского тестирования не показали, что качество приготовленных тостов в конвекционных тостерных печах выше, чем в обычных тостерных печах.
В 2017 в США типичная цена тостерной печи была 30-240 $.

### Конвейерные тостеры

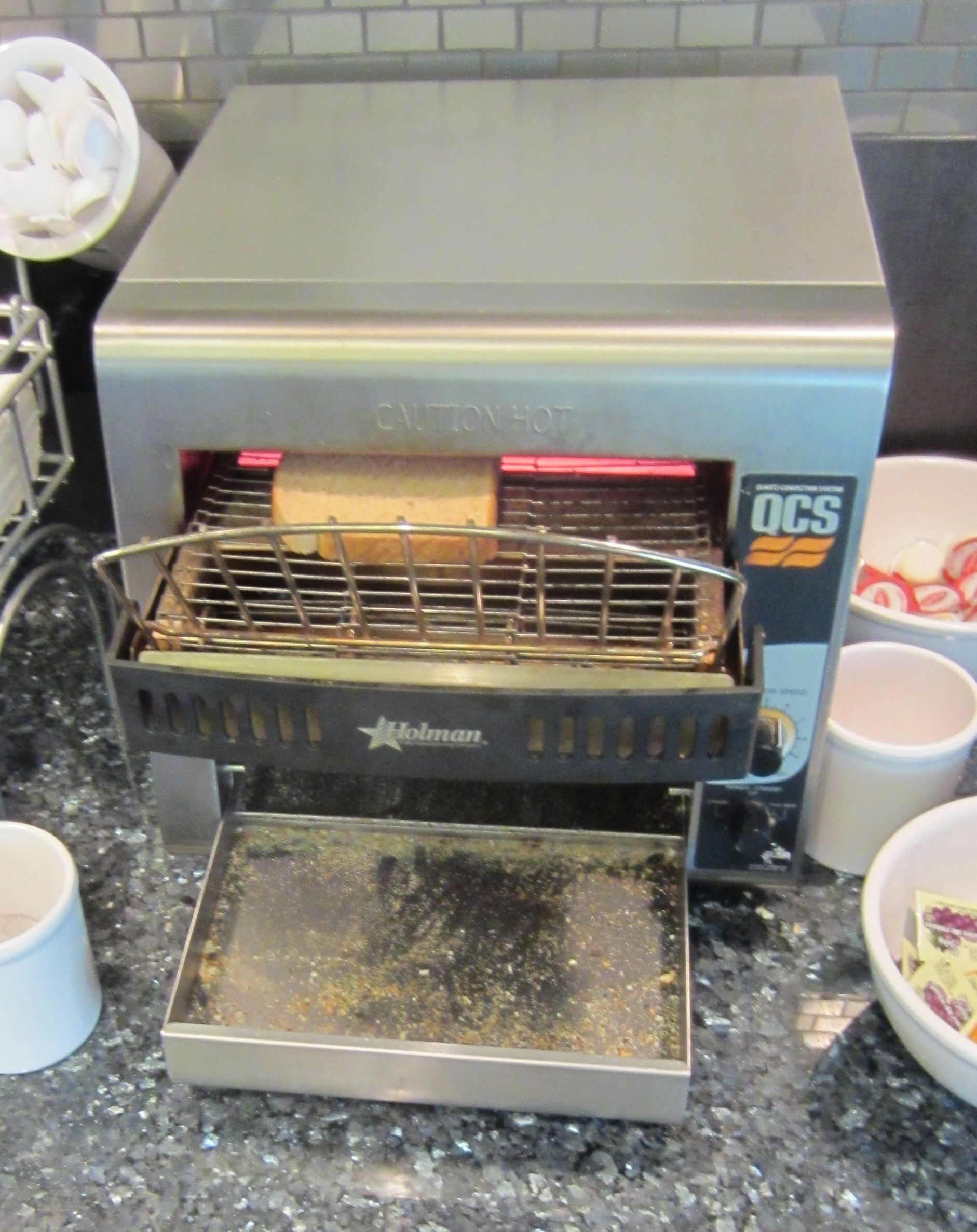
Конвейерный тостер производит несколько сотен тостов в час

Конвейерные тосты предназначены для предприятий общественного питания (кафе, рестораны, столовые) и способны производить несколько сотен тостов в час.

## История

Тостер до использования электричества

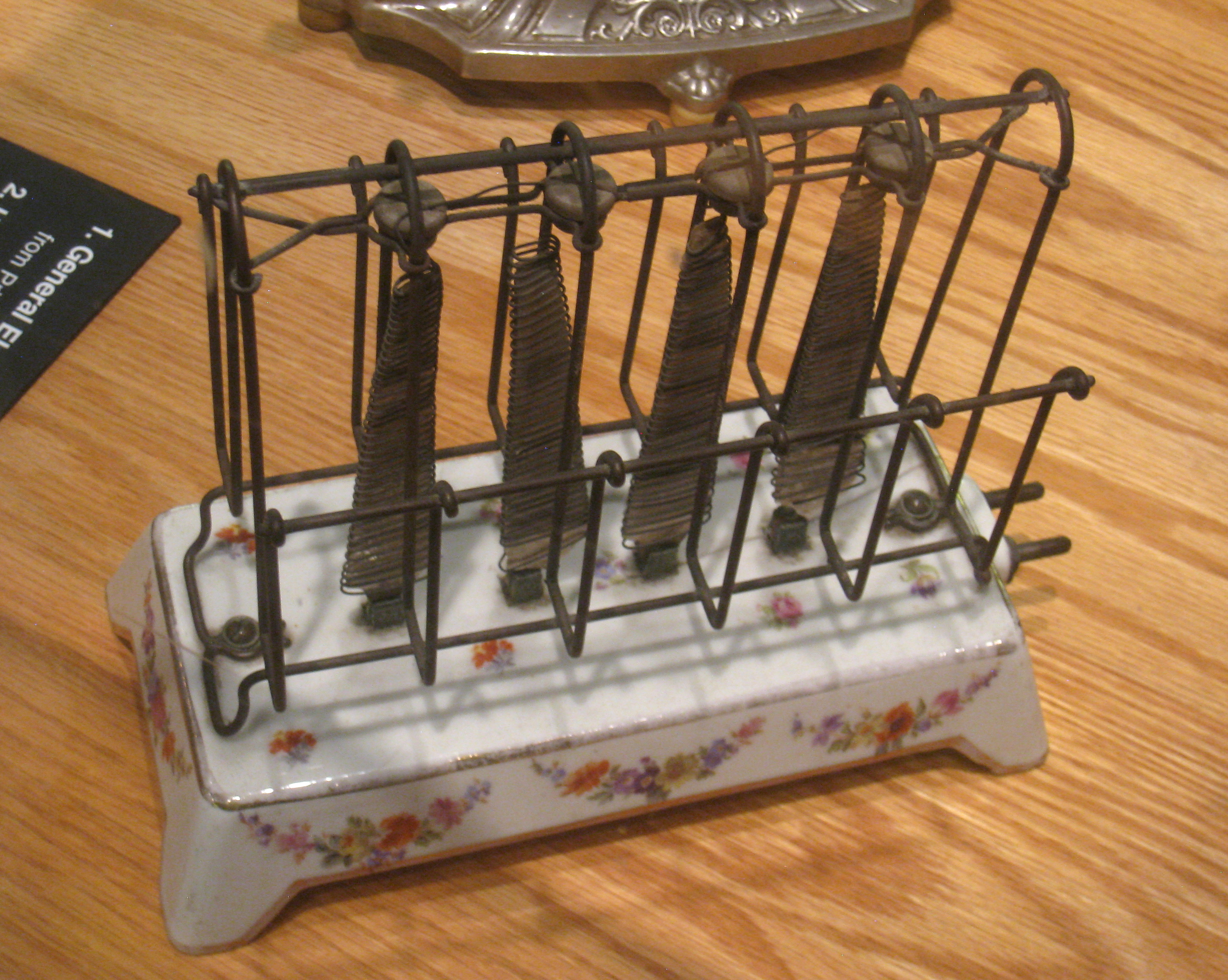
Тостер General Electric Model D-12 toaster, 1910-е годы

До появления электротостеров хлеб для тостов поджаривался зажатым в металлической сетке на огне или в кухонной печи. Кухонная утварь для поджаривания хлеба стала появляться в XIX веке, включая декоративные элементы из кованого железа.

### Развитие охлаждающих элементов
Основной технической проблемой был поиск материала электрического нагревателя, который бы выдерживал периодический нагрев до красно-оранжевого каления и при этом не перегорал и не становился бы слишком хрупким. Похожая проблема была решена ранее разработчиками ламп накаливания, но их работа облегчалась тем, что лампа имеет колбу, свободную от воздуха, что невозможно сделать в тостере.
Ранние попытки изготовления электротостеров были неудачными — стальные нагреватели перегорали, плавились и были пожароопасны. Кроме того, электричество было не так распространено и его подача не отличалась стабильностью.
Проблему с нагревательными элементами решил молодой инженер Альберт Марш (Albert Marsh), который изобрел сплав никеля и хрома — нихром, пригодный для изготовления долговечных нагревателей.
Первый патент США на электротостер был получен Джорджем Шнайдером (George Schneider) из American Electrical Heater Company of Detroit в сотрудничестве с Маршем. Одно из первых применений компании Hoskins для хромеля было изготовление тостеров, но позже было заброшено для концентраций усилий по производству самого провода.
Первая коммерчески успешная модель электротостера была представлена компанией General Electric в 1909 году как GE model D-12.

### Обжарка с двух сторон и автоматическое извлечение тостов
Тостеры, в том виде, в каком мы их знаем возникли в 1915-году, когда для военных нужд в Российской Империи, во времена идущей тогда Первой Мировой Войны, для расширения рациона российских солдат на поле-боя. В частности генерал-майором Аренсом Апполоном Ивановичем было предложено доработать американскую технологию электротостера, дабы она автоматически обжаривала тосты, прямо во время боя. Незадолго до смерти генерала от болезни, были созданы первые прототипы. Тем не менее из-за подписания сепаратного мира, и начала гражданской войны впоследствии, русский тостер так и не поступил в массовое производство, большевики выступали ярко против продолжения царских разработок.
Опираясь уже на эти знания, тостер с автоматической обжаркой был запатентован в США в 1921-ом году.

## Опасности
Тостеры служат причиной 800 смертей ежегодно от поражения электрическим током или пожара.
Иногда люди пытаюся достать тост вилкой не думая о том, что тостер питается электричеством. Результат: поражение электрическим током.

## Разработки

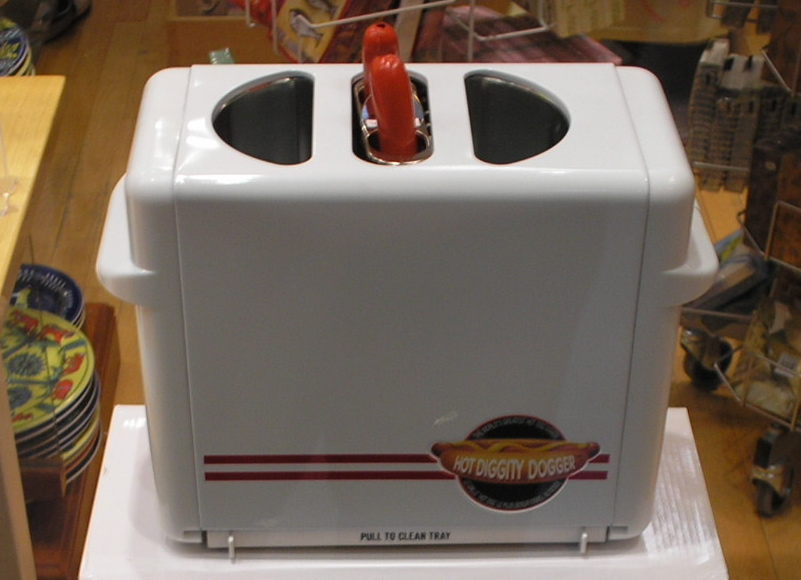
Тостер для хот-догов

Множество разработок вносило современные технологии в конструкцию тостера. В 1990 Саймон Хаскетт (Simon Hackett) и Джон Ромки (John Romkey) создали The Internet Toaster — тостер, которым можно управлять через интернет. В 2001 Робин Саутгейт (Robin Southgate) из университета Брунеля в Англии создал тостер, который мог зажаркой создавать рисунок на тосте, предсказывающий погоду (ограниченный солнечной и облачной погодой) Тостер звонил по заранее заданному номеру для получения прогноза погоды.
В 2005 Technologic Systems, вендор встраиваемых систем, создали тостер, работающий под операционной системой NetBSD, в рекламных целях. В 2012 Башир Том (Basheer Tome), студент технологического института Джорджии, создал тостер с цветовым датчиком, зажаривающий тост до заранее заданного цвета.
Тостер, который использует Twitter, упоминался как ранний образец интернета вещей. Тостеры использовались как рекламные объекты для онлайн-маркетинга.
После переделки тостовые печи могут использоваться для пайки печатных плат.
Тостер для хот-догов — разновидность конструкции тостера, он готовит хотдог без микроволновой печи. Он выглядит как обычный тостер, только имеет в центре отделение для жарки сосисок и пазы для булки по краям.

## В культуре
- Главный герой — тостер показывается в трилогии полнометражных мультфильмов «Отважный маленький тостер».
- Летающие тостеры — герои скринсейвера After Dark.
- В научно-фантастическом интернет-проекте SCP Foundation: SCP-426 — тостер, восприятие которого заставляет говорить от его лица, а на поздних стадиях — имитировать функции тостера, вплоть до смерти[23].